# Arras, Albanien
Arras är en kommundel och tidigare kommun i Albanien.   Den ligger i Dibër prefektur i den norra delen av landet, 60 km nordost om huvudstaden Tirana.